# Conchobar mac Tadg
Conchobar mac Tadg, Rey de Connacht 967–973 y epónimo de los O'Conor de Connacht.

## Biografía
Un hijo de Tadc in Túir (de la torre), el padre de Conchobar murió en 956 como rey de Connacht, pero su familia, los Síol Muireadaigh fueron desplazados por Fergal ua Ruairc de los Uí Briúin de Bréifne, que reinó hasta 967.

Según Ailbhe Mac Shamhráin,
"Conchobar había heredado alianzas matrimoniales con las principales dinastías de Uí Néill: su hermana Bébinn era esposa del rey de Brega, Domnall hijo de Congalach Cnogba, mientras otra hermana, Muirgel, se casó en la familia Cenél Conaill. Fue su cuñado Domnall hijo de Congalach quien mató a Fergal nieto de Ruarc en 966, dejando el camino libre a Conchobar para que asumiera el trono de Connacht, el nuevo gobernante provincial, sin embargo, no iba a disfrutar un reinado sin problemas."
La muerte de uno de sus hijos ocurrió en 967 mientras apoyaba a la familia del marido de Muirgel contra sus rivales grandes, los Cenél nÉogain.
Los reyes de Bréifne continuaron intentando recuperar el reinado de la provincia, como atestigua la derrota de Conchobar frente a Ualgarc ua Ruarc.

El Libro de Leinster implica que Conchobar murió de cólico, y que su sucesor, Cathal, fue asesinado en la batalla de Céis Chorainn, reinando tres días. Su asesino fue Murchad Glun re Lar mac Flaithbertaigh de Cenél nÉogain. Mac Shamhráin afirma:
"Parece que el reinado provincial permaneció débil durante los siguientes veinte años, mientras la dinastía desde varias líneas extendía su influencia sobre partes de Connacht. Sin embargo, a través de su hijo Cathal, que emergió finalmente como gobernante provincial, Conchobar se convirtió en el antepasado de la línea real de Ua Conchobair (O'Connor), que proporcionaría la mayoría de los reyes posteriores de Connacht."
Sus bisnietos fueron los primeros en ser conocidos por el apellido Ua Conchobair, y sus descendiente varón de más edad pasó a ser el Ó Conchubhair Donn.
Un hermano de Conchobar fue Máel Ruanaid Mór mac Tadg, antepasado de los Reyes de Moylurg y las familias Ua/Ó Maolruanaid (Mulrooney) y MacDiarmata (MacDermot).